# Vatellus annae
Vatellus annae är en skalbaggsart som beskrevs av K. B. Miller 2005. Vatellus annae ingår i släktet Vatellus och familjen dykare. Inga underarter finns listade i Catalogue of Life.